# Sankt-Stanislaus-Orden

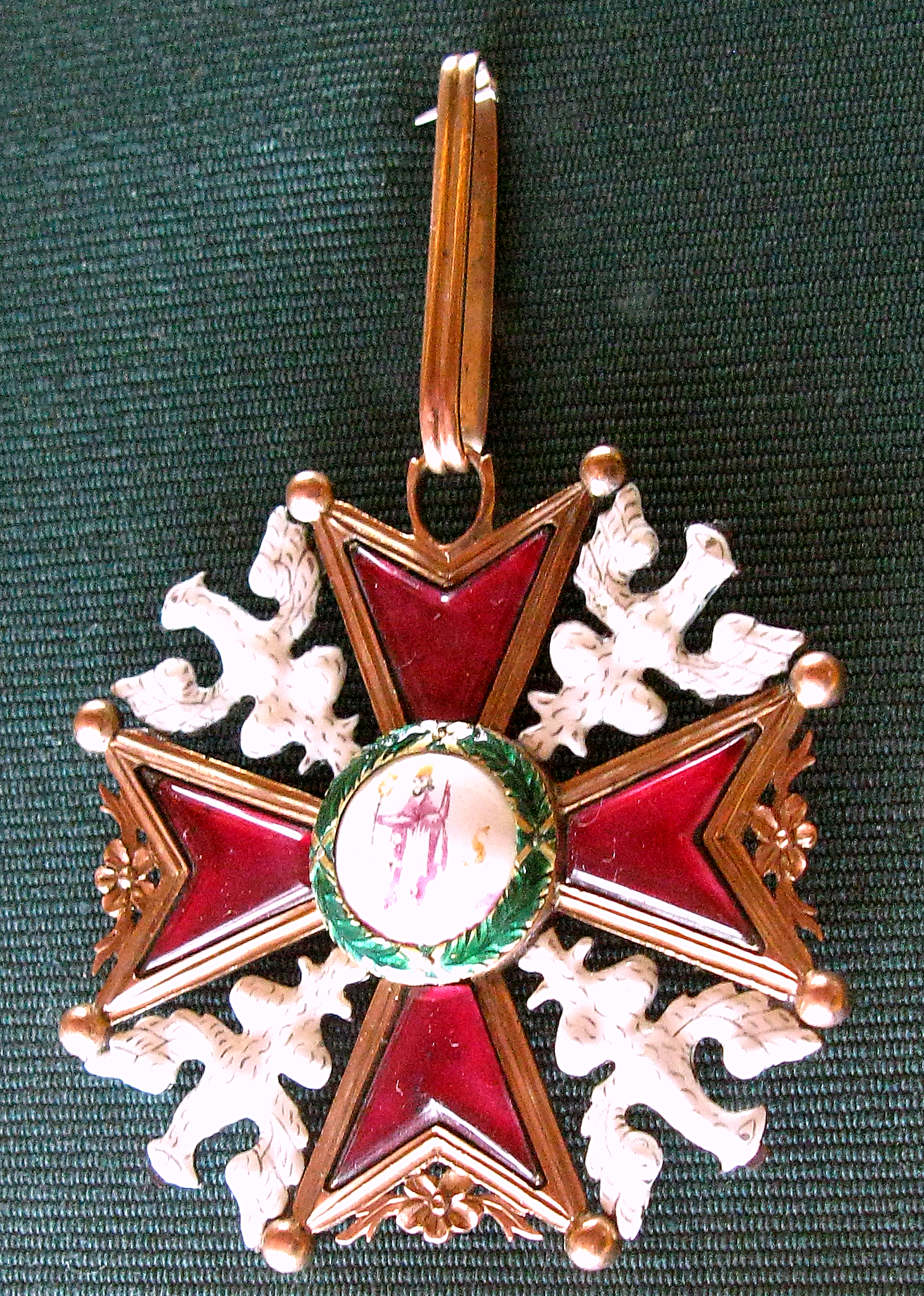
Ordenskreuz des polnischen St.-Stanislaus-Ordens

Der Orden des Heiligen Stanislaus (polnisch Order Świętego Stanisława, russisch Орденъ Св. Станислава, englisch Order of Saint Stanislas) war ein 1765 gegründeter polnischer Ritterorden, ab 1815 ein kaiserlich-russischer Verdienstorden. 1990 wurde in Polen eine privatrechtliche Organisation gleichen Namens gegründet.

## Geschichte

### Polnischer Orden
Der Stanislausorden wurde von König Stanislaus II. August Poniatowski als einklassiger Orden am 7. Mai 1765, dem Tag seines Namenspatrons, des polnischen Nationalheiligen Stanislaus von Krakau, für die höheren Adelsstände. Nur 100 Personen durften nach seiner Intention in diesem Orden Mitglied sein. Ziele des Ordens waren statutengemäß die Instandhaltung und Erweiterung der Bibliothek von Krakau und die Hilfestellung durch regelmäßige Zahlungen an das örtliche Krankenhaus „Zum Kindlein Jesu“.
Aus der Tatsache, dass der neu gegründete polnische Ritterorden den Namen eines gefolterten polnischen Heiligen bekommen hatte, und in Anbetracht der Tatsache, dass der Orden für die Familien der höheren und höchsten Adelsstände gedacht war, lässt sich schließen, dass König Poniatowski mit der Ordensgründung eine Gesellschaftsform ins Leben hat rufen wollen, in der die Möglichkeit geboten werden sollte, die vereinte aufbauende Kraft eines einträchtigen Tuns und Handelns in der Praxis endlich kennen und schätzen zu lernen.
Hauptsächlich wurde er jedoch zur Auszeichnung seiner Anhänger verwandt oder auch
Gegenstand des Verkaufs an vermögende Adlige, die die Erfordernisse für den Erhalt des Orden des Weißen Adlers nicht erfüllten.
Aus den Statuten:
- Die Ritter sollen dem König und der Heimat bis zum Tode die Treue halten.
- Den Armen und den Leuten, denen Unrecht geschieht, sollen sie helfen.
- 25 rote Złoty sollen bei der Überreichung des Ordens einbezahlt werden, danach vier Złoty pro Jahr für das Krankenhaus Zum Kindlein Jesu spenden und zwei Złoty für die Kanzlei des Ordens. Zu Allerheiligen sollten die Ritter innerhalb von acht Tagen einen Złoty beim Sekretär für die Messe spenden.
- Beim Todesfall eines Ritters sollen alle anderen darauf achten, dass 30 Messen für den verstorbenen Ritter gelesen werden und zudem jeder selber für seine Seele beten.
- Die Ritter dürfen keine andere Auszeichnung ohne die Erlaubnis des Königs annehmen. Wer dieses Gesetz missachtet, wird aus dem Ordensregister gestrichen.

Der Orden wurde nach der Dritten Teilung Polens nicht mehr verliehen. Die Wiederaufnahme des St.-Stanislaus-Ordens wurde am 22. Juli 1807 in der Verfassung des Herzogtums Warschau festgelegt. König Friedrich August von Sachsen, Herzog von Warschau, der zweite Großmeister des Ordens, hatte im Gesetz vom 16. Februar 1809 das Ordensband geändert, um den Orden aus dem XVIII. Jahrhundert zu unterscheiden: Es wurde ein zusätzlicher weißer Streifen an beiden Rändern angeordnet. Gleichzeitig wurde es verboten, die früheren Orden ohne die Erlaubnis des Königs mit dem neuen Ordensband zu tragen. Zusammen mit der Erneuerung des Ordens 1807 wurden auch die Gebühren wieder erneuert: vier rote Złoty für das Krankenhaus „Zum Kindlein Jesu“, 25 rote Złoty bei der Verleihung des Ordens. Die erste Ordensverleihung war am 5. März 1809, die letzte im Mai 1813. Insgesamt wurde der Orden in dieser Zeit nur 18-mal verliehen.

### Russischer Orden

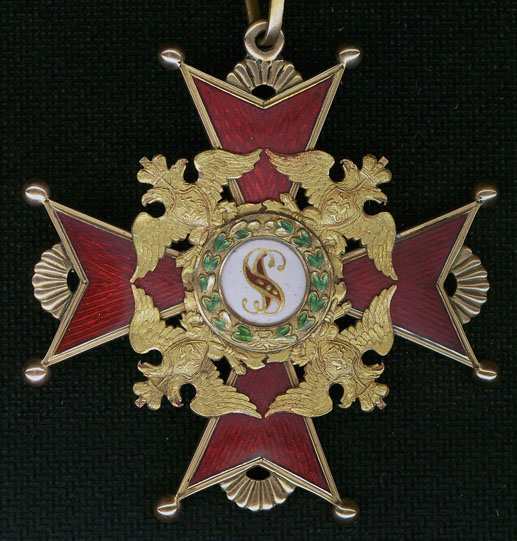
Ordenskreuz um 1860

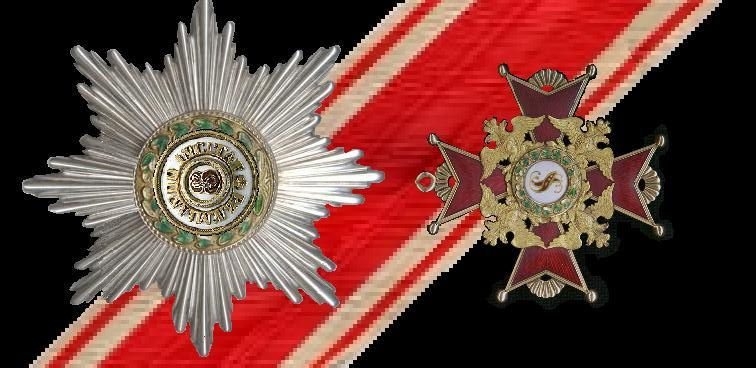
Dekoration des russischen St.-Stanislaus-Ordens, I. Klasse, um 1865. Arbeit eines Hofjuweliers in Sankt Petersburg. Private Sammlung, Groningen

Der russische Kaiser Alexander I. erneuerte 1815 als König von Polen den Orden und teilte ihn in vier Klassen. Zar Nikolaus I. verleibte ihn 1831 den kaiserlich-russischen Orden ein und beschränkte ihn 1839 auf drei Klassen (die zweite mit zwei Unterabteilungen mit und ohne Krone). Die zweite Klasse mit Bruststern durfte nur an Ausländer verliehen werden. Ab 1855 erhielten sämtliche russische Orden mit Ausnahme des Ordens des Heiligen Georg Schwerter als zusätzliche Kriegsdekoration. Dabei gab es zwei Varianten: Schwerter am Ring und Schwerter zwischen den Armen des Kreuzes. Schwerter am Ring bedeuteten, dass man die Militärdekoration zu einem niedrigeren Grade erworben und zum höheren Grade überführen durfte. Ab etwa 1860 wurden die Kreuze und Sterne der I. und der II. Klasse auch mit Brillanten vergeben. Ab 1857 versah man die IV. Klasse des Orden des Heiligen Wladimir und die III. Klasse des St-Annen- und des St.-Stanislaus-Ordens mit Schwertern und mit einer Schleife (russisch lenta s bantom) am Ordensband. Der Stanislaus-Orden kam im Rang nach dem Sankt-Annen-Orden, als allerletzter im russischen System.

### Ordensklassen
Der Orden wurde 1765 in einer Klasse (Ritter) gestiftet. 1815 wurde der Orden in einen Klassenorden umgewandelt, die bisherigen Ritter wurden zu Rittern I. Klasse. Der Orden bestand bis 1839 aus vier Klassen:
- Ritter I. Klasse tragen das Insigne wie bisher am Schulterband und einen Bruststern,
- Ritter II. Klasse tragen das Insigne am Hals und Bruststern,
- Ritter III. Klasse tragen das Insigne am Hals,

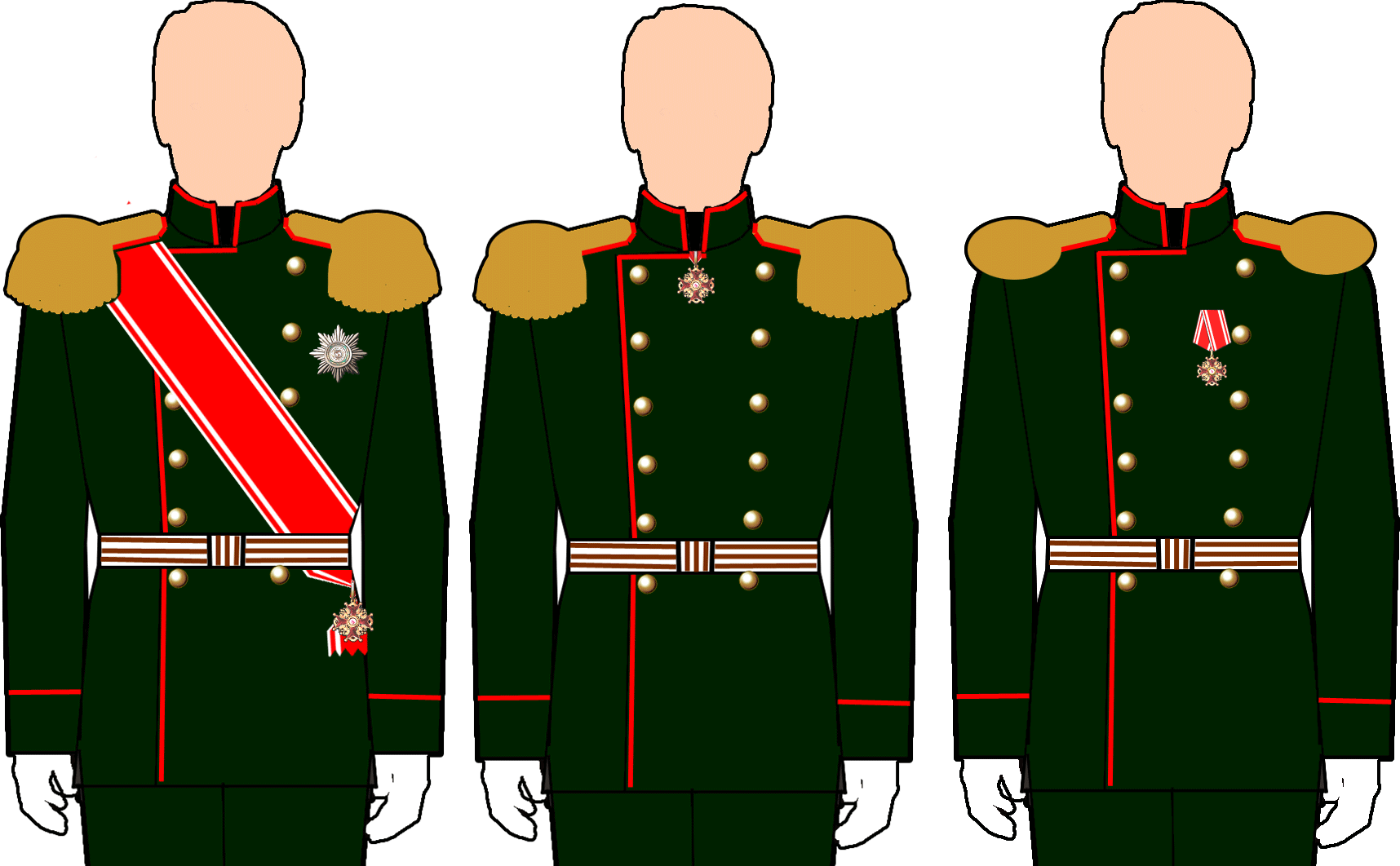
I., II. und III. Klasse, ab 1839

- Ritter IV. Klasse tragen das Insigne am Knopfloch.

1839 wurde der Orden auf drei Klassen reduziert:
- Ritter I. Klasse tragen das Großkreuz am Schulterband und einen Bruststern,
- Ritter II. Klasse tragen das Mittlere Kreuz am Hals, geteilt in
  - II. Klasse mit Stern (nur für Ausländer),
  - II. Klasse mit Kaiserkrone (bis 1874) und
  - II. Klasse (ohne Krone).

- Ritter III. Klasse tragen das Kleinkreuz am Knopfloch.

## Gegenwart
Es gibt heutzutage mehrere Ordensschöpfungen, die den Namen des alten polnischen Stanislausordens tragen. Am 9. Juni 1979 wurde der St.-Stanislaus-Orden von Juliusz Nowina-Sokolnicki wiedergegründet. Als Nachfolger des alten Stanislausordens kann der polnische Orden, der nach den freien Wahlen in Polen und dessen Unabhängigkeit 1990 mit Unterstützung des Primas von Polen wieder für seine ursprünglichen Zwecke ins Leben gerufen wurde und seither von der katholischen Kirche in Polen anerkannt ist, betrachtet werden.
Nach Differenzen mit Nowina-Sokolnicki spaltete sich der Orden unter dem Großmeister Marek Kwiatkowski und ist im Sommerschloss Łazienki des letzten polnischen Königs Stanislaus Augustus II. Poniatowski, in Warschau beheimatet gewesen. Neben Lech Wałęsa, dem Historiker Norman Davies, dem bis zum Herbst 2005 amtierenden Kulturminister von Polen, Waldemar Dąbrowski, sind auch der oberste polnische Militärbischof Divisionsgeneral Tadeusz Płoski sowie Gesine Schwan Mitglieder des Ordens. Seit einigen Jahren gibt es auch in verschiedenen Ländern Priorate unter der polnischen Ordensregierung. Ziele des Ordens in Deutschland sind die Verständigung zwischen Deutschland und Polen, die Betreuung der körperlich und wirtschaftlich Schwachen, die Hilfeleistung in Katastrophen- und Notfällen sowie karitatives und soziales Engagement. Staatlich anerkannt ist der Orden in keinem Land

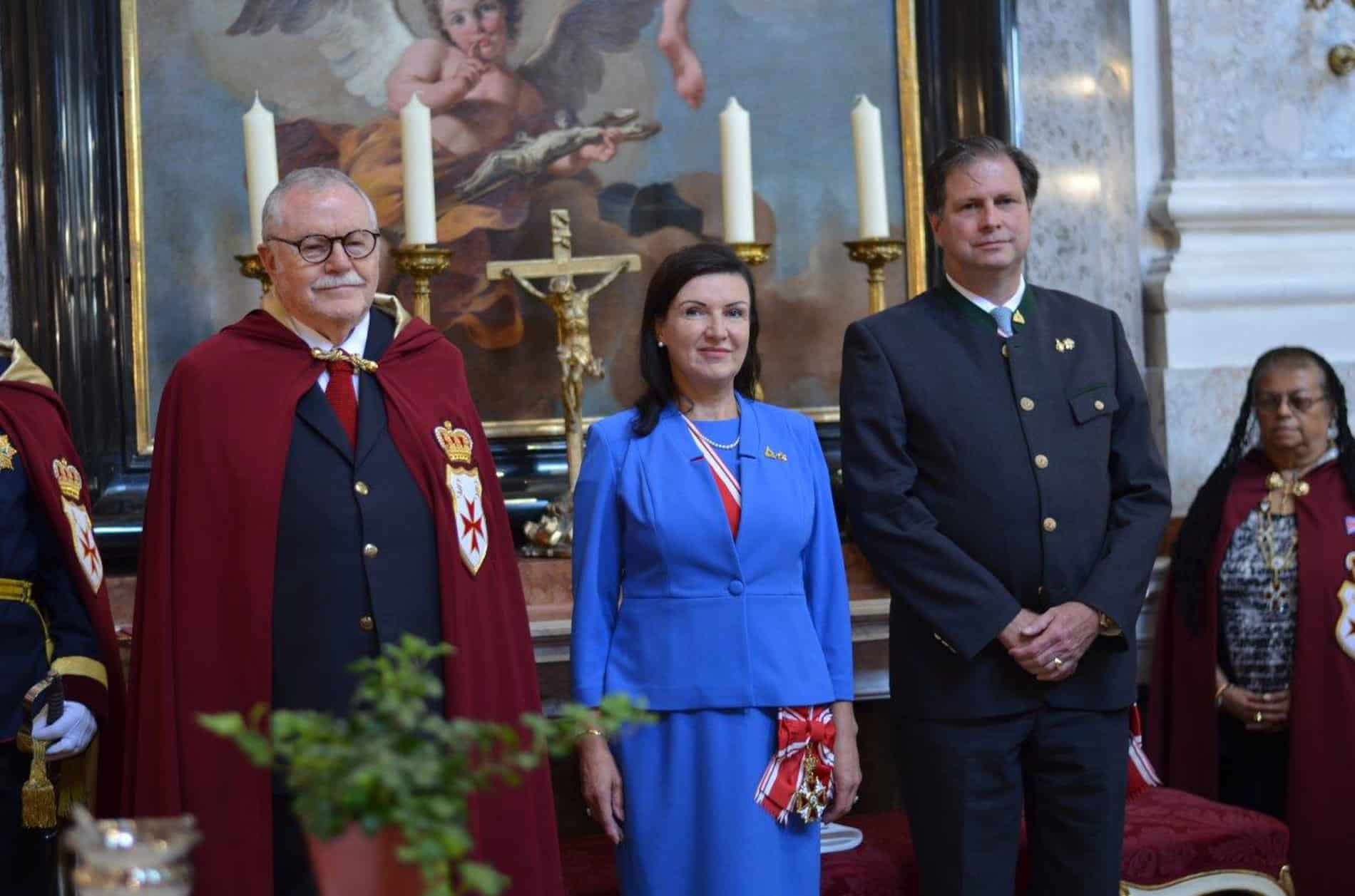
Tomás L.Lorant, Herta und Sandor Habsburg Lothringen

- Österreich:Tomás L.Lorant, Herta und Sandor Habsburg LothringenIn Österreich ist der Orden 1998 offiziell gegründet worden[2]. Er ist als karitativer Verein organisiert.[3] 2018 haben die Leitungen der Großpriorate von Österreich, Großbritannien, Malta und Gibraltar beschlossen, Waldemar Wilk[4] nicht weiter als Großmeister des Ordens anzuerkennen. Aktuell werden die Großpriorate vom ,Regenten' Tomás L. Lorant, Großprior von Lateinamerika in México, geleitet[5]. Als Großkanzler fungiert Alexander Graff de Pancsova[6]. Der karitative Stanislaus Orden hat Niederlassungen in Österreich[7],Deutschland (Bayern)[8][9], Italien[10], und weiteren Ländern weltweit[11]. Schutzherren und Grand Protektor des Ordens sind Sandor und Herta Habsburg-Lothringen.[12][13][14]

Abspaltungen und inoffizielle Ordensschöpfungen:
- Russischer Hausorden des Hauses Romanow-Holstein-Gottorp, dessen gegenwärtige Großmeisterin, Großfürstin Maria Wladimirowna, Chefin des Hauses Romanow, den Orden (mit Insignien der russischen Zeit), bei seltenen Anlässen verleiht, obwohl der Orden nie ein Hausorden der Romanow-Dynastie war und im Jahre 1918 durch das Gesetz aufgelöst wurde.

- In den 1950er und 1960er Jahren gab es auch einen illegitimen „russischen“ Stanislausorden, der in Italien beheimatet war (Ordine di St. Stanislao, Neapel). Der Großmeister hieß Fürst Galitzin. Mitglied wurde man durch Einzahlungen von beträchtlichen Summen an die Kasse des Ordenskapitels. Es ist gegenwärtig unbekannt, ob der Orden noch immer existiert.

- Des Weiteren existiert ein offenbar in London ansässiger ,International Order of St. Stanislas’, als dessen Großmeister bis zu seinem Tod im Januar 2021 der Ukrainer Pavlo Ivanovych V'yalov gezeichnet hat.[15]

## Insignien

### Polnische Republik (Königreich bis 1795)
Aus den Statuten:
Der Orden ist aus Gold, in der Größe 60 × 60 Millimeter und in der Form des Malteser-Kreuzes angefertigt. Jede Ecke des Kreuzes ist mit goldenen Kugeln beendet. Die Kreuzarme sind mit roter Emaille oder mit weißem Glas auf rotem Grund bedeckt. In der Mitte ist ein runder, leicht gewölbter, weiß emaillierter Schild mit grün emailliertem Kranz rund um den Schild. Auf dem Schild befindet sich die Gestalt von St. Stanislaus – Krakauer Bischof in der bunten pontifikalen Kleidung, eingerahmt von den Buchstaben S.S. (Sanctus Stanislaus). Zwischen den Kreuzarmen befinden sich die weiß emaillierten gekrönten Adler. Zwischen den horizontalen Kreuzecken ist je ein goldener Zweig mit kleinen Rosen.
Die Kreuzarme auf der Rückseite sind auch aus Gold, aber nicht emailliert, dafür mit einem geriffelten Rand. Auf dem mittleren weißen Schild befindet sich königliche Monogramm SAR (rot emailliert). Rund um den Schild ist ein grün emaillierter Lorbeerkranz. Zwischen den Ecken auf dem oberen Kreuzarm wird ein goldener Henkel befestigt, einschließlich einer goldenen Aufhängung für das Ordensband.
Das Kreuz wird an einer roten Schleife aus Moiré-Seide mit weißen Streifen an beiden Rändern entlang, über der rechten Schulter bis zu der linken Hüfte getragen. Die Schleife ist ca. 100 Millimeter breit. Ist der Ritter bereits im Besitz des Ordens vom Weißen Adler, hat er den St.-Stanislaus-Orden am Hals zu tragen, nur niedriger als den des Weißen Adler Ordens. Ebenso haben die Geistlichen die Schleife am Hals zu tragen.
Der silberne Ordenstern (Durchmesser 100 Millimeter) wird an der linken Brustseite angenäht. Den Stern bilden acht Strahlen-Gruppen. In der Mitte befindet sich das königliche Monogramm SAR (dieses wurde oft aus kleinen Granaten hergestellt). Rund um das Monogramm in Silber die Inschrift: PRAEMIANDO INCITAT, diese Inschrift wird umrundet mit einem grünen Lorbeerkranz und die Umrandung aus Silber oder aus Gold gestickt.

### Herzogtum Warschau und Kongresspolen bis 1831
Im Herzogtum Warschau hatte sich das Aussehen der Insignien leicht verändert – die Form des Adlers zwischen den Kreuzen und der Ordensstern im Strahlenkranz. Er wurde etwas kleiner (Durchmesser 70–80 Millimeter) und der Schild wurde aus weißem Porzellan mit rotgemalten Monogramm SAR hergestellt.
Die wesentlichen Veränderungen an den St.-Stanislaus-Insignien wurden 1815 nach der Bekanntgabe der Verfassung des Polnischen Königreichs eingeführt. Die Verfassung hat die früheren „polnischen bürgerlichen und militärischen Orden“ beibehalten (u. a. auch den St.-Stanislaus-Orden). Am 1. Dezember 1815 veröffentlichte Alexander I., König und Kaiser, der 3. Großmeister des Ordens, eine Verordnung, die den Orden in 4 Klassen einteilte. Das Ziel war „den Orden an eine größere Menge an Beamte und Bürger zu verteilen, die fleißig und treu dem Königreich dienten.“
Die 1. Klasse blieb unverändert. Der Orden wurde weiterhin an einer Schleife wie früher getragen (d. h. über der rechten Schulter bis zur linken Hüfte); die 2. Klasse wurde als Halsorden mit einer schmalen Schleife sowie ein Ordensstern an der Brust getragen; die 3. Klasse, das Ordenskreuz war kleiner, wurde auch am Hals und ohne den Ordensstern getragen; die 4. Klasse – eine Medaille – wurde an der Brust getragen. Gleichzeitig stand in der Verordnung: „Niemand darf die höhere Klasse erhalten, solang er die niedrigere Auszeichnung nicht besitzt.“
Die Einteilung in vier Klassen wurde beibehalten. Es wurden die Verdienste für die Nominierungen präzisiert; jeder durfte kandidieren, ohne Rücksicht auf die Abstammung. Jemand, der ohne die Adelabstammung war, wurde automatisch mit der Auszeichnung des Ordens der 1. Klasse in den Adelsstand erhoben. Alle ausgezeichneten Ritter bekamen den Titel „Ritter des St.-Stanislaus-Ordens“ („Kawaler Orderu sw. Stanislawa“) und sie konnten den Orden in ihr Familienwappen und in ihr Siegel aufnehmen. Zu den Gründen für die Nominierung gehörten u. a.: „Hervorragendes“ für das Kaiserreich wie wissenschaftliche, soziale, wirtschaftliche, kulturelle und karitative Tätigkeiten, sowie alle möglichen Arten von Erfindungen und Verbesserungen, die dem Staat und der Gesellschaft dienten.
In der Zeit Kongress-Polens hat sich das Aussehen des Ordens kaum verändert, aber nach 1820 wurden einige Elemente ganz anders gefertigt. Am Anfang waren die Adler zwischen den Kreuzarmen weiß emailliert. Später wurden die Adler ohne Emaille und nur in Silber dazwischen gesetzt. Statt goldenen Zweigen mit Röschen erschienen goldene, durchbrochene Krausen, die rote Emaille auf den Kreuzarmen wurde intensiver.

### Russischer Orden (1831–1917)
Nach 1831 gehörte der Stanislausorden mit anfänglich vier Klassen zum russischen Ordenssystem als die niedrigste Auszeichnung. Das Aussehen der Insignien wurde verändert: aus dem Mittenmedaillon des Avers wurde die gemalte Figur des Heiligen Stanislaus entfernt und durch verflochtene Buchstaben SS (Sanctus Stanislaus) ersetzt. Die polnischen Weißen Adler in den Winkeln des Ordenskreuzes wurden gegen goldene Zarenadler ausgetauscht, die bis etwa 1860 mit ausgebreiteten Schwingen auf den Armen des Kreuzes rund um das Medaillon lagen und später durch mehr runde Adler in den Kreuzwinkeln ersetzt wurden. Der Ordensstern wurde nicht verändert. Durch die neuen Statuten von 1839 wurden die 4. Klasse und der Stern der 2. Klasse abgeschafft – die 2. Klasse sollte ab nun nur an Ausländer vergeben werden – und zwei Varianten der 2. Klasse eingeführt – mit Krone und ohne Krone. Im Jahre 1874 wurde die Krone abgeschafft. Bei drei Klassen blieb es bis 1917.

### Nach 1917
Ab 1915 wurde der Stanislausorden nicht mehr aus Gold, sondern aus vergoldetem Kupfer hergestellt (sog. Kriegsmodell).
Die Kerenski-Regierung verlieh ihn März–Oktober 1917 in veränderter Form, mit ungekrönten Doppeladlern in den Winkeln. Die drei Klassen und die Abteilung mit Schwertern wurden beibehalten, die mit Kronen abgeschafft. Der Orden steht immer noch im Verzeichnis der Hausorden des Kaiserhauses Russland. Der Exil-Thronprätendent Großfürst Kyrill Wladimirowitsch Romanow soll ihn auch mehrere Male verliehen haben.
In der nach 1918 wieder entstandenen Republik Polen erwog man seine Neugründung. Von den alten polnischen, später russischen Orden wurden nur der Orden vom Weißen Adler und der Orden Virtuti Militari erneuert. Das Tragen des Stanislausordens wurde gesetzlich verboten, die Insignien sollten bei der Nationalbank abgeliefert werden, welches jedoch selten befolgt wurde (noch heute ist der Stanislausorden in nicht unbeträchtlichen Mengen auf dem Sammlermarkt erhältlich). Der Stanislausorden wurde zunächst durch den 1921 gestifteten Orden Polonia Restituta ersetzt, der an einem roten Band mit einfacher weißer Einfassung getragen wird, also dem Band des Stanislausordens aus der Zeit der 1. Polnischen Republik.

## Inhaber des Ordens
- Inhaber des polnischen Sankt-Stanislaus-Ordens
- Inhaber des russischen Sankt-Stanislaus-Ordens